# 红石镇 (宽甸县)
红石镇，是中华人民共和国辽宁省丹东市宽甸满族自治县下辖的一个乡镇级行政单位。

## 行政区划
红石镇下辖以下地区：
红石砬子村、大久村、腰岭子村、官道沟村、杉松村、上蒿子沟村、长江村、小久村和小长甸子村。